# Pyrrhobryum latifolium
Pyrrhobryum latifolium là một loài rêu trong họ Rhizogoniaceae. Loài này được (Bosch & Sande Lac.) Mitt. mô tả khoa học đầu tiên năm 1868.